# Urticina
Urticina es un género de anémonas marinas de la familia Actiniidae.

## Morfología
Su cuerpo es cilíndrico. Su extremo basal es un disco plano que funciona como pie, el disco pedal, que le permite anclarse al sustrato o desplazarse, y su extremo apical es el disco oral, el cual tiene la boca en el centro, y alrededor tentáculos compuestos de cnidocitos, células urticantes provistas de neurotoxinas paralizantes en respuesta al contacto. La anémona utiliza este mecanismo para evadir enemigos o permitirle ingerir presas más fácilmente hacia la cavidad gastrovascular. 
Son características distintivas del género: la columna tiene verrugas normalmente y carece de acontia, cuenta con un prominente parapeto y una fosa profunda; el músculo del esfínter es circunscrito, normalmente fuerte; los tentáculos y los mesenterios de los adultos están dispuestos en múltiplos de 10 (10 + 10 + 20, etc.), siendo estériles los 10 primeros pares, incluyendo los directivos, y teniendo el resto de mesenterios la capacidad, pero no necesariamente, de ser gametogénicos, o con capacidad de producir células reproductivas.
Los ejemplares adultos tienen una media de unos 100 tentáculos, alcanzando el número de 160 tentáculos, en el caso de U. felina.
La especie de mayor tamaño es U. columbiana, que alcanza los 25 cm de alto y hasta un metro de diámetro, siendo de las mayores anémonas que se conocen.

## Especies
El Registro Mundial de Especies Marinas reconoce las siguientes especies en el género:
- Urticina asiatica (Averincev, 1967)
- Urticina coccinea (Verrill, 1866)
- Urticina columbiana Verrill, 1922
- Urticina coriacea (Cuvier, 1798)
- Urticina crassicornis (Müller, 1776)
- Urticina felina (Linnaeus, 1761)
- Urticina grebelnyi Sanamyan & Sanamyan, 2006
- Urticina lofotensis (Danielssen, 1890)
- Urticina macloviana (Lesson, 1830)
- Urticina mcpeaki Hauswaldt & Pearson, 1999
- Urticina piscivora (Sebens & Laakso, 1978)
- Urticina tuberculata (Cocks, 1851)

- Urticina eques (Gosse, 1858) (nomen dubium)
- Urticina kurila (nomen dubium)

## Galería

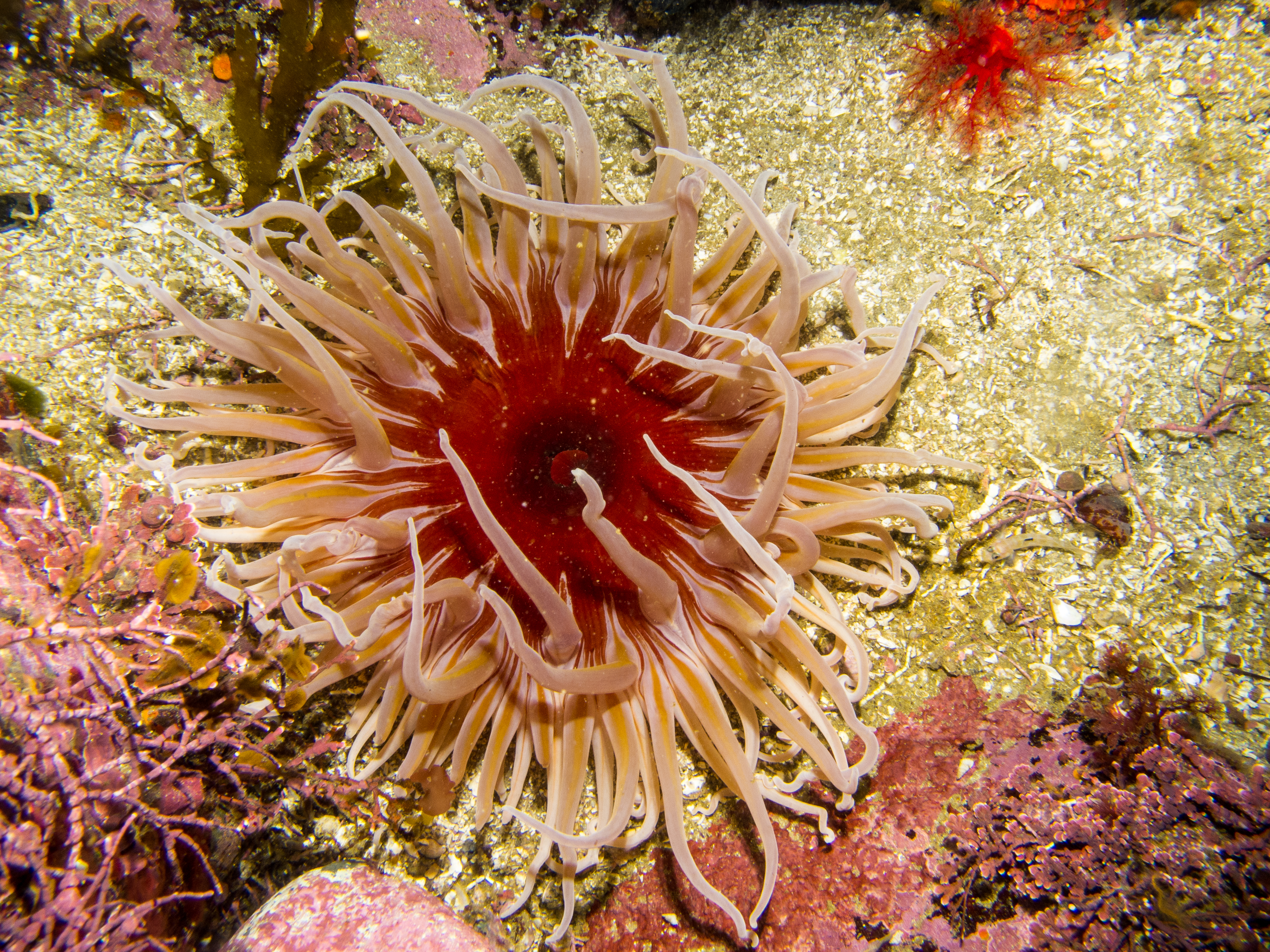
Urticina columbiana
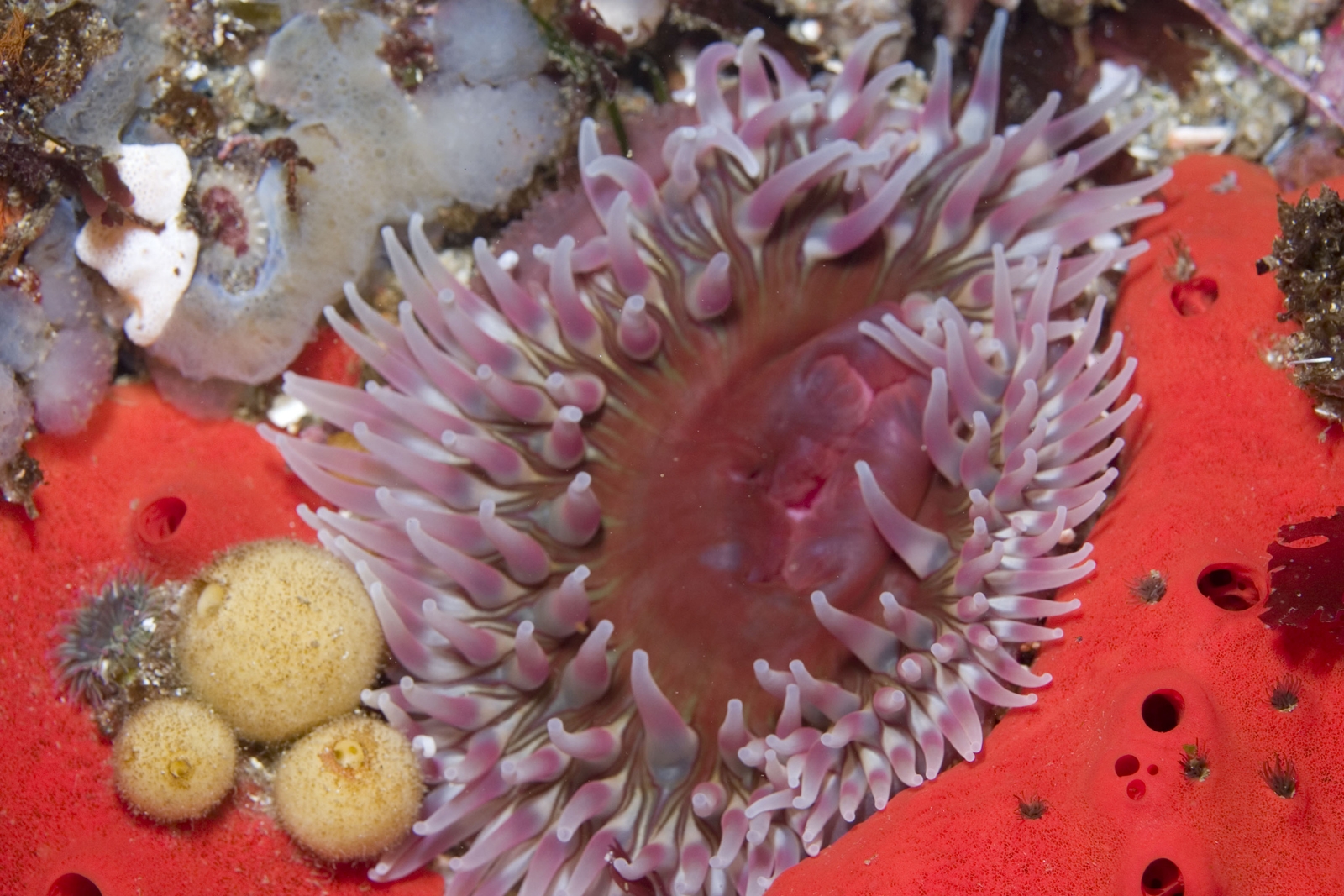
Urticina coriacea
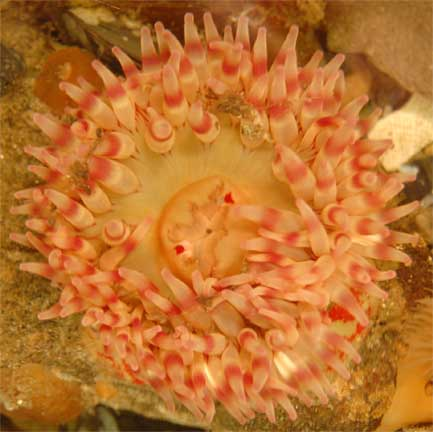
Urticina crassicornis
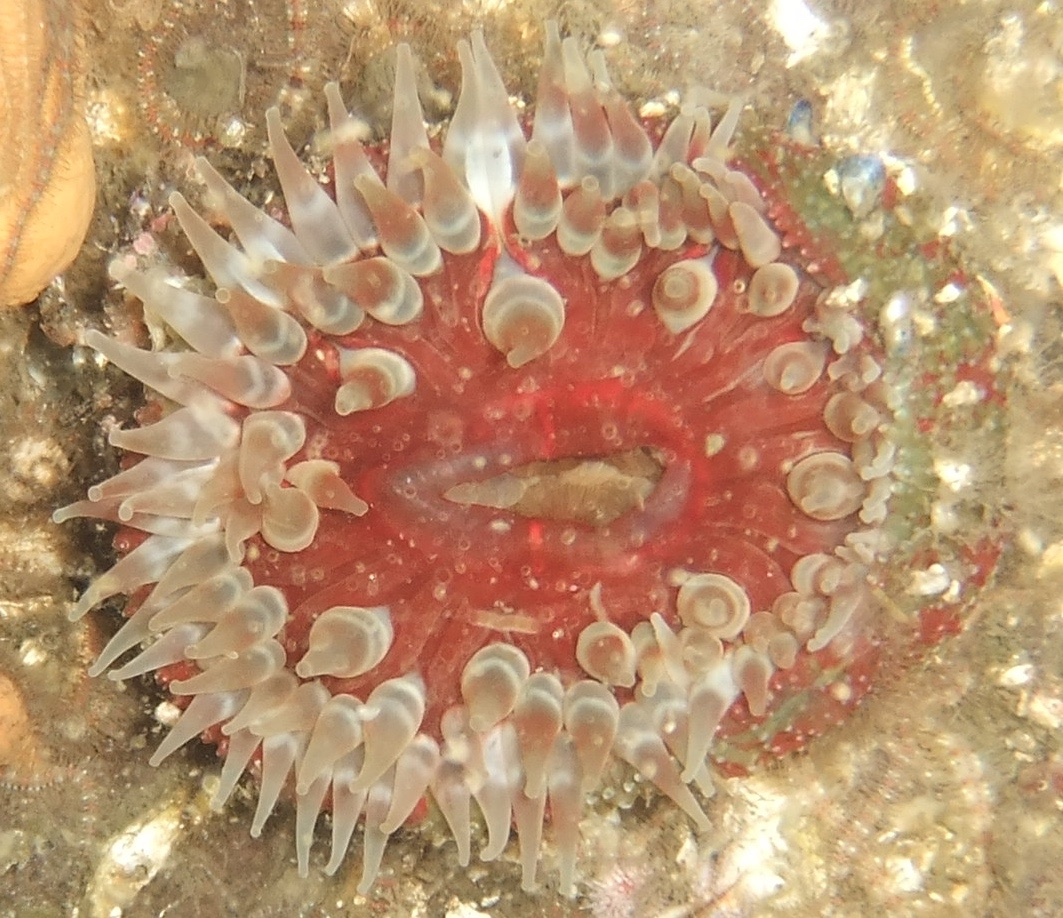
Urticina eques
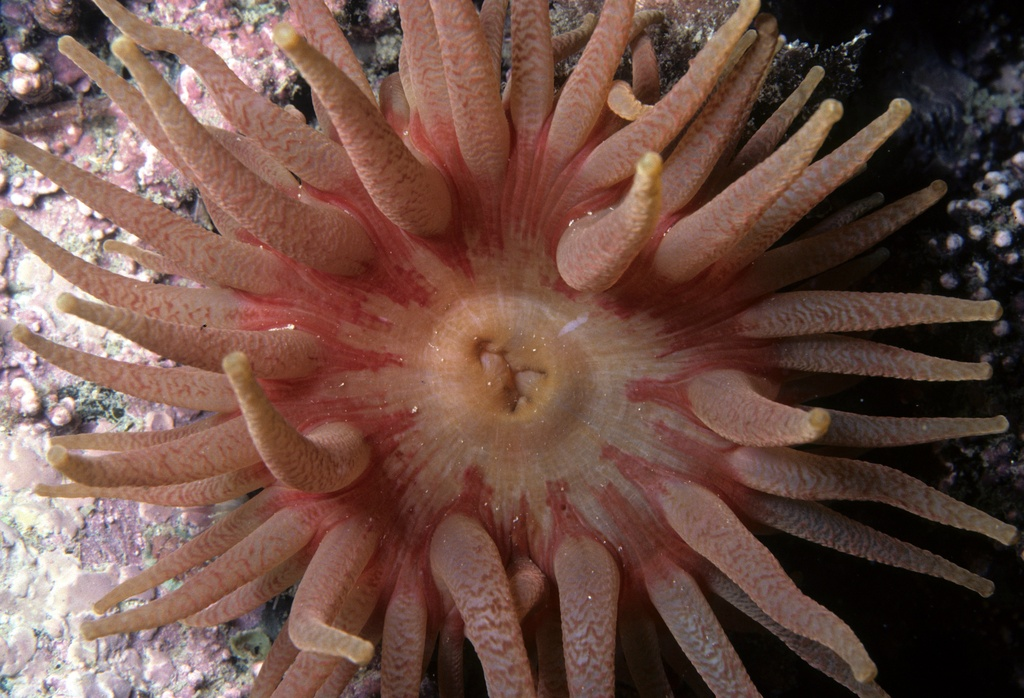
Urticina felina
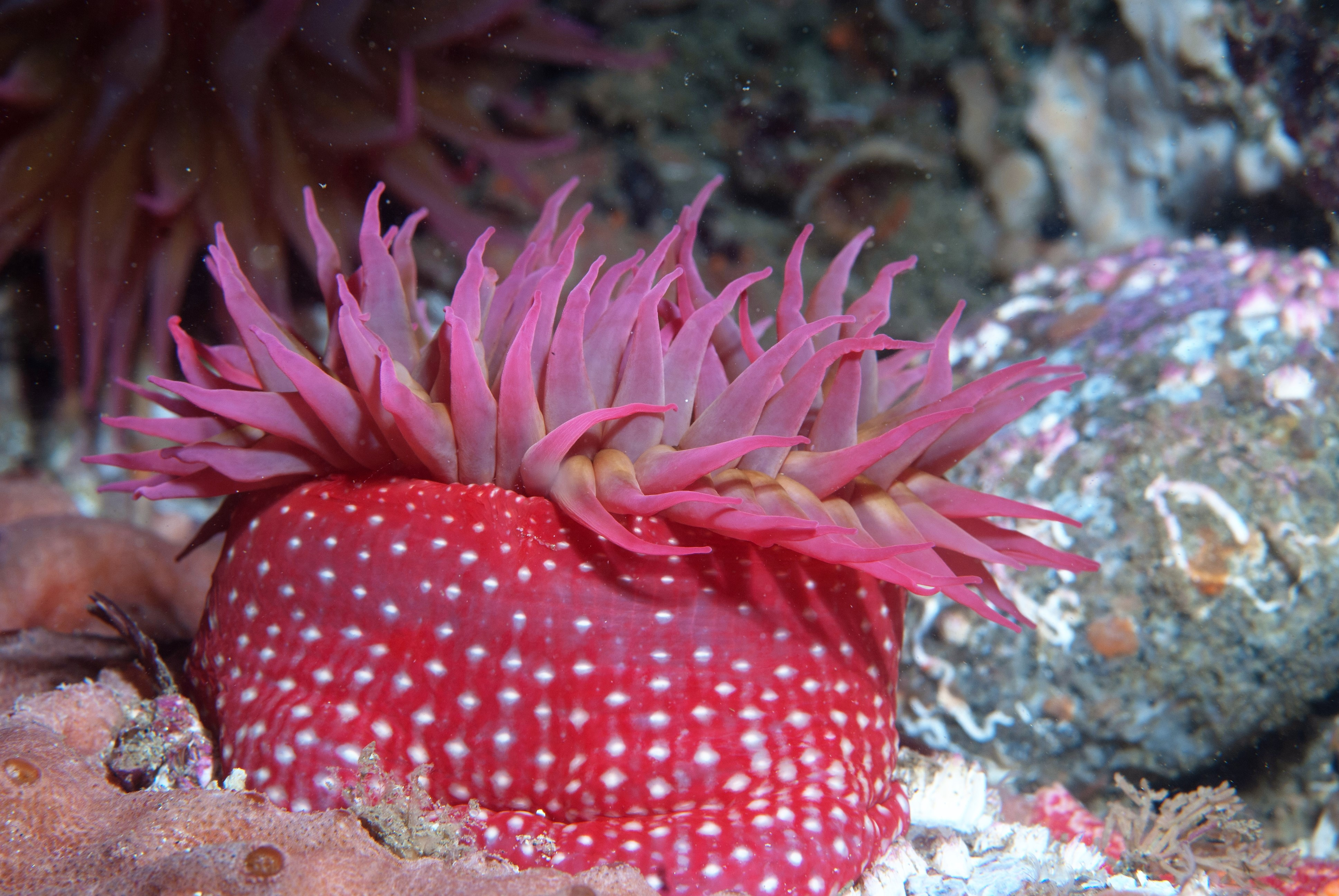
Urticina lofotensis
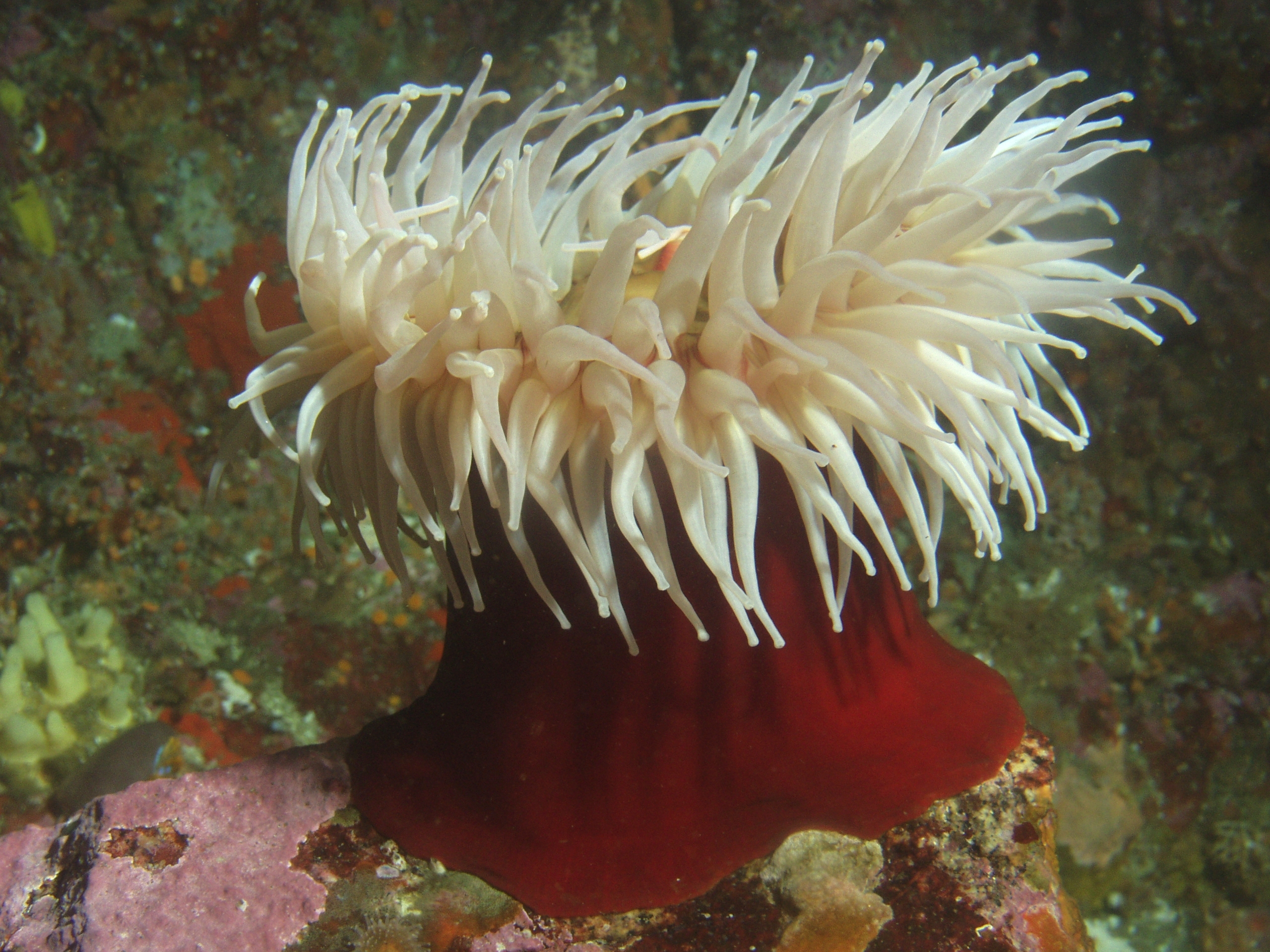
Urticina piscivora

Especies reclasificadas por sinonimia:
- Urticina antarctica Verrill, 1922 aceptada como Urticinopsis antarctica (Verrill, 1922)
- Urticina callosa Verrill, 1882 aceptada como Antholoba achates (Drayton in Dana, 1846)
- Urticina carlgreni Clubb, 1902 aceptada como Aulactinia sulcata (Clubb, 1902)
- Urticina cavernata (Bosc, 1802) aceptada como Bunodosoma cavernatum (Bosc, 1802)
- Urticina consors Verrill, 1882 aceptada como Paracalliactis consors (Verrill, 1882)
- Urticina davisii (Agass.) aceptada como Urticina felina (Linnaeus, 1761)
- Urticina digitata (Müller, 1776) aceptada como Hormathia digitata (O.F. Müller, 1776)
- Urticina felina kurila (Averincev, 1967) aceptada como Urticina crassicornis (Müller, 1776)
- Urticina globulifera Duchassaing, 1850 aceptada como Viatrix globulifera (Duchassaing, 1850)
- Urticina granulifera (Le Sueur, 1817) aceptada como Bunodosoma granuliferum (Le Sueur, 1817)
- Urticina lessonii Duchassaing, 1850 aceptada como Bunodosoma granuliferum (Le Sueur, 1817)
- Urticina lofotenesis aceptada como Urticina lofotensis (Danielssen, 1890)
- Urticina longicornis Verrill, 1882 aceptada como Actinauge longicornis (Verrill, 1882)
- Urticina multicornis (Verrill, 1880) aceptada como Liponema multicorne (Verrill, 1880)
- Urticina nodosa (Fabricius, 1780) Hormathia nodosa (Fabricius, 1780)
- Urticina ochracea Duchassaing, 1850 aceptada como Paractis ochracea (Duchassaing, 1850)
- Urticina perdix Verrill, 1882 aceptada como Antholoba perdix (Verrill, 1882)
- Urticina sulcata Clubb, 1902 aceptada como Aulactinia sulcata (Clubb, 1902)

## Hábitat

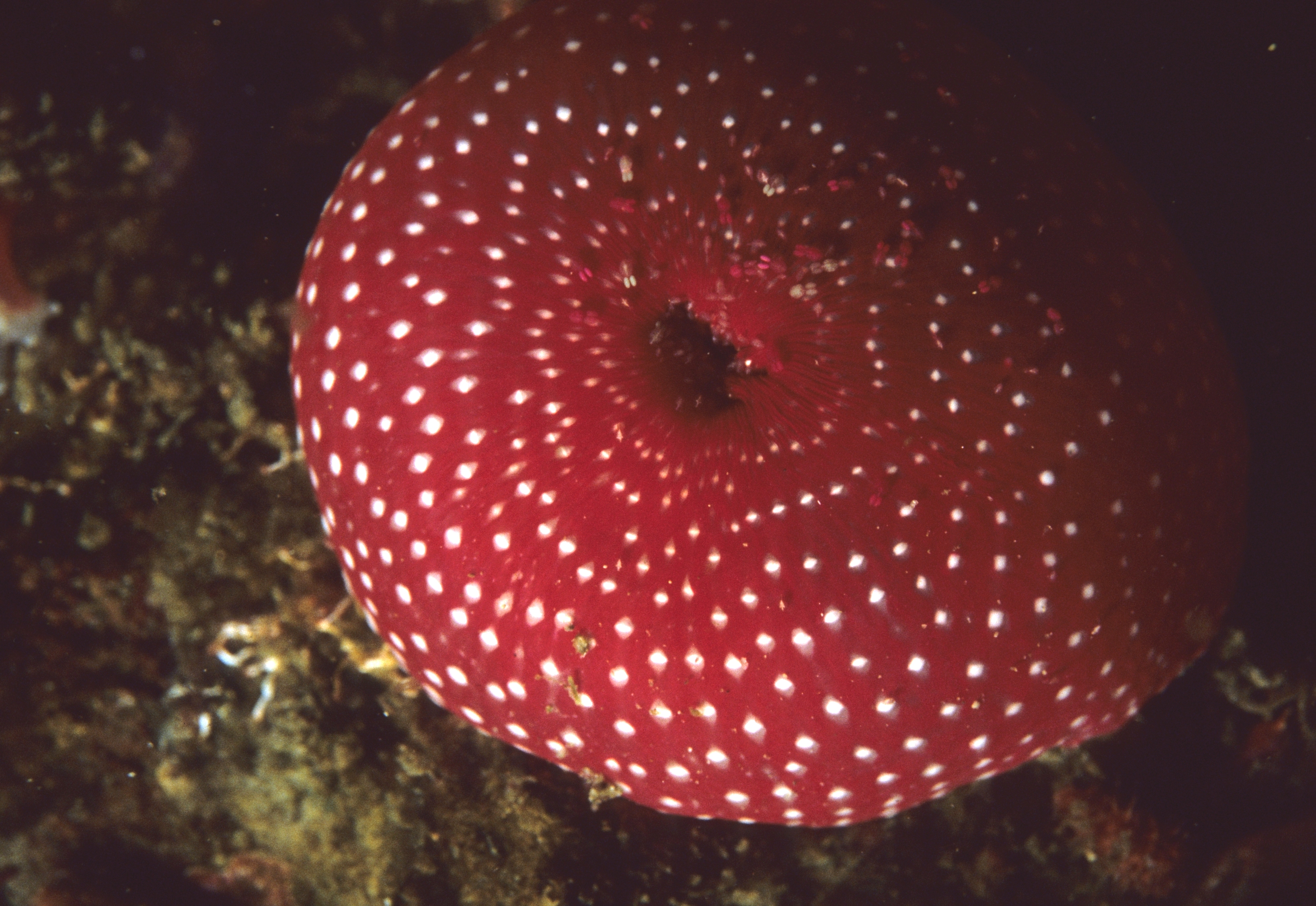
U. lofotensis con los tentáculos totalmente retraídos

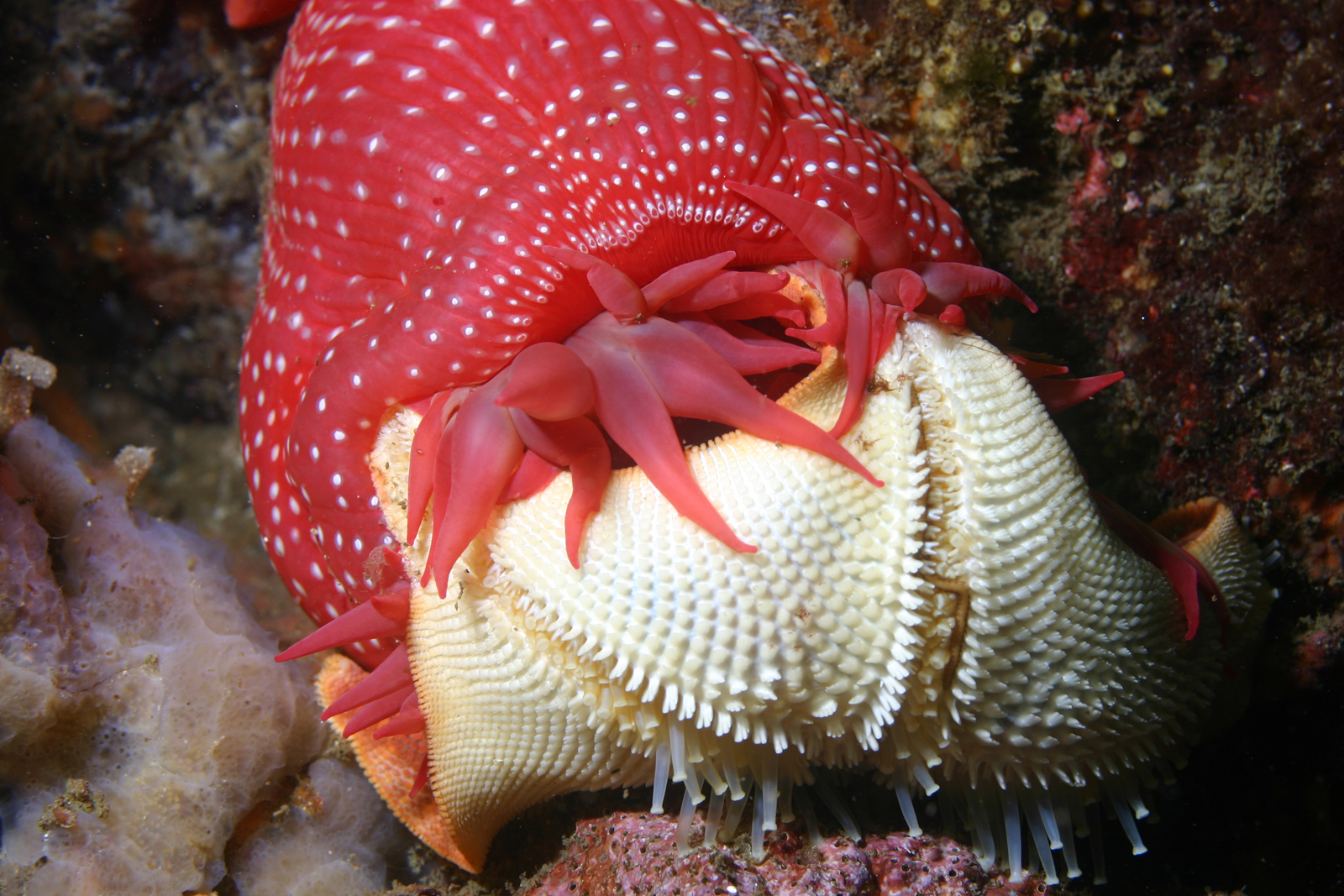
U. lofotensis comiendo una estrella de mar Asterina miniata, de mayor tamaño que ella. Pebble Beach, EE. UU.

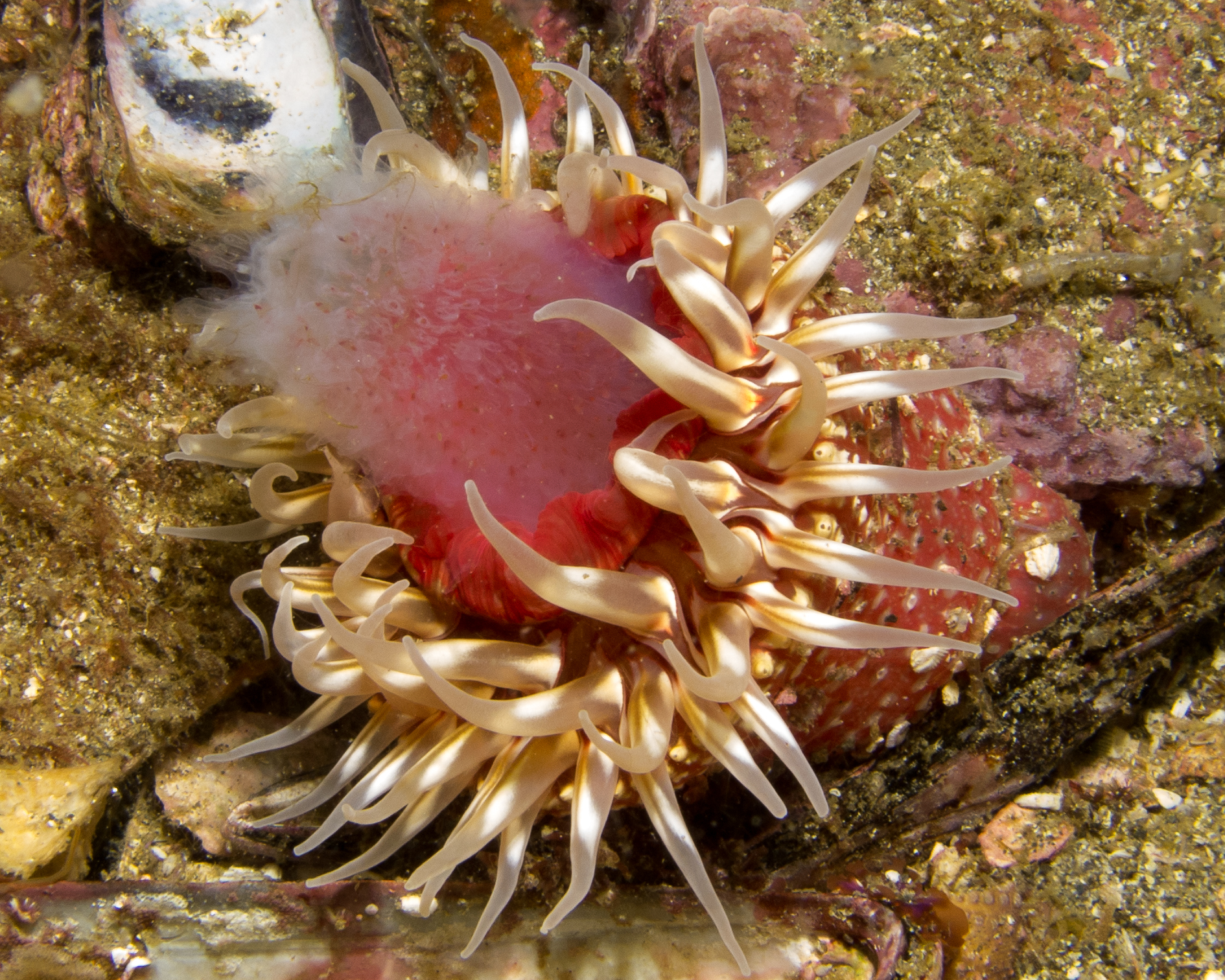
U. lofotensis comiendo un tunicado, isla Santa Cruz, California, EE. UU.

Es un género de zonas litorales, que prefiere áreas expuestas a corrientes. Frecuentemente en zonas intermareales y en piscinas rocosas. Se encuentran en rocas y grietas, así como en sustratos arenosos. 
Su rango de profundidad es entre 2,2 y 838 m, y a temperaturas entre -1.43 y 19.74 °C.

## Distribución geográfica
Se distribuyen en aguas templadas y frías de los océanos Ártico, Antártico, Atlántico, incluido el mar Mediterráneo, y Pacífico.

## Alimentación
Es un género predador oportunista, cuyas especies se alimentan de peces, estrellas de mar, erizos, tunicados, crustáceos y moluscos.

## Reproducción
Las especies son dióicas, o de sexos separados, y vivíparas facultativas, aunque existen dudas a este último respecto. Los oocitos maduran en los mesenterios. Los huevos pueden exceder los 1200 μm de diámetro.
El pico de mayor actividad de desove coincide con el momento en el que las temperaturas comienzan a descender de su máximo anual. Algunas hembras, con grandes oocitos, pueden expulsar huevos durante todo el año.
A los 6 días de la fertilización se forma una larva plánula béntica de forma cónica, que se asienta en trozos de roca o conchas, para transformarse a la forma polipóide definitiva. A los 12 días del asentamiento aparecen 8 tentáculos, a los 60 días cuentan con 12 tentáculos. Al año cuentan con 35 tentáculos y miden 10 mm de diámetro. Alcanzan la madurez con 10-15 mm de diámetro y un año de vida.